# Итало-румейский язык

Ареал итало-румейского греческого языка в Южной Италии.

Исторический ареал итало-румейского греческого языка в населённых пунктах Калабрии. Голубой цвет показывает ареал до XV века; фиолетовый до XVI;
жёлтый до XIX века; оранжевый до XX века; красный — современный ареал.

Итало-румейский язык (греч. Κατωιταλιώτικα, букв. «южно-итальянский диалект»; итал. Grico) — условное наименование групп наречий, на которых говорило греческое и эллинизированное население Южной Италии и соседних островов. Эти области были колонизированы ещё во времена ранней античности и получили название Великая Греция. В настоящее время в регионе сохраняются лишь два небольших ареала грекоязычного населения (в основном уже двуязычного). В литературе современной Греции итало-румейский (также в русскоязычной литературе именуемый трапезундско-румейским, хотя не стоит путать его с понтийским языком города Трапезунда) рассматривается как диалект греческого. Как и последний, принадлежит к греческой группе, однако в отличие от современного новогреческого языка (димотика) он не испытал влияния последней волны эллинистического койне. Итало-румейский представляет своего рода остаточный диалект древнегреческого языка с влиянием ранних вариантов среднегреческого (византийского) языка при интенсивном романском влиянии. В 1071 году вторжение норманнов привело к утрате контроля Византии над Южной Италией. Местное греческое и эллинизированное население было в значительной степени ассимилировано, а язык немногочисленного сельского населения, сохранившего способность разговаривать по-гречески, подвергся сильной итальянизации. Современная оценка числа говорящих — 30 тысяч человек.

## Диалекты
Язык существует в трёх основных вариантах:
- Диалект Саленто
- Диалект Калабрии

### Корсиканские диалекты
Особую историю имеет греческий диалект Корсики, где греческие беженцы-маниоты из Османской империи (полуостров Мани) появились в 1676 году. В корсиканском посёлке Каржез они осели в 1775. Последний носитель греческого языка умер в 1976 году.

## Образец итало-румейского текста
Песнь «Калинифта»:

### Итало-румейский
Εβώ πάντα σε σένα πενσέω,
γιατί σένα φσυκή μου 'γαπώ,
τσαι που πάω, που σύρνω, που στέω
στην καρδιά μου πάντα σένα βαστώ.
Транслитерация кириллицей:
Эво панта се се́на пенсе́о,
яти́ се́на фсихи́ му гапо́,
це пу па́о, пу си́рно, пу сте́о
стин кардиа́ му па́нда се́на васто́.

### Современный новогреческий эквивалент
Εγώ πάντα εσένα σκέφτομαι,
γιατί εσένα ψυχή μου αγαπώ,
και όπου πάω, όπου σέρνομαι, όπου στέκω,
στην καρδιά μου πάντα εσένα βαστώ.
Кириллическая транслитерация:

Эго́ па́нда эсе́на ске́фтоме,
яти́ эсе́на психи́ му агапо́,
ке о́пу па́о, о́пу се́рноме, о́пу сте́ко
стин кардиа́ му па́нда эсе́на васто́.

### Перевод на русский язык
Я всегда думаю о тебе,
потому что я люблю тебя, душа моя,
И куда бы я ни шел, во что бы ни ввязался, где бы ни был,
Ты всегда в моем сердце.